# نيكولاي جاي فوس
نيكولاي جاي فوس (بالدنماركية: Nicolai Juul Foss)‏ هو اقتصادي دنماركي، ولد في 12 أكتوبر 1964.